# واد العمريين (ولاد بدر)
واد العمريين هو دُوَّار يقع بجماعة ونانة، إقليم وزان، جهة طنجة تطوان الحسيمة في المملكة المغربية. ينتمي الدوّار لمشيخة ولاد بدر التي تضم 8 دواوير. يقدر عدد سكانه بـ 729 نسمة حسب الإحصاء الرسمي للسكان والسكنى لسنة 2004.

## روابط خارجية
- البوابة الوطنية للجماعات الترابية
- المندوبية السامية للتخطيط